# Eva Kulovaná
Eva Kulovaná (* 28. října 1987, Třebíč) je česká šachistka držitelka titulu WGM. Vystudovala obor chemie, technologie a vlastnosti materiálů na chemické fakultě VUT v Brně. Od roku 2012 je členkou oddílu ŠK Caissa Třebíč.

## Tituly
V roce 2005 získala titul mistryně FIDE a v roce 2007 titul mezinárodní mistryně. Titul mezinárodní velmistryně získala v roce 2009.

## Soutěže jednotlivkyň
Mistrovství České republiky v šachu žen vyhrála v roce 2006 a navíc je vicemistryní z roku 2008 a třetí z roku 2009 a 2014. Je dvojnásobnou mistryní České republiky v rapid šachu z let 2008 a 2012 a navíc v této disciplíně má tři bronzové medaile z let 2003, 2010 a 2014. Dvojnásobnou je i mistryní České republiky v bleskovém šachu z let 2007 a 2008 a navíc získala stříbro v roce 2012.

## Soutěže družstev
Třikrát reprezentovala Českou republiku na šachových olympiádách žen, pětkrát na Mistrovství Evropy družstev žen, dvakrát na Mistrovství Evropy družstev dívek do 18 let a jednou na Mitropa Cupu žen.

### Šachové olympiády žen
Na třech šachových olympiádách žen získala celkem 15 bodů z 28 partií.
| Rok  | Olympiáda | Místo           | Deska | ELO  | Počet bodů | Odehráno partií | pořadí na šachovnici | pořadí družstvo |
| ---- | --------- | --------------- | ----- | ---- | ---------- | --------------- | -------------------- | --------------- |
| 2008 | 38.       | Drážďany        | 3.    | 2286 | 6,5        | 10              | 18.                  | 36.             |
| 2010 | 39.       | Chanty-Mansijsk | 1.    | 2359 | 4,5        | 9               | 36.                  | 50.             |
| 2012 | 40.       | Istanbul        | 1.    | 2259 | 4,0        | 9               | 45.                  | 27.             |

### Česká šachová extraliga
Ve dvou sezónách nastoupila celkem k šesti partiím v České šachové extralize.
| Sezona  | Klub               | Elo  | Deska | Počet bodů | Odehráno partií | Procentuální úspěšnost |
| ------- | ------------------ | ---- | ----- | ---------- | --------------- | ---------------------- |
| 2007/08 | Agentura 64 Grygov | 2305 | 11.   | 0,5        | 3               | 16,7 %                 |
| 2009/10 | ŠK Duras Brno      | 2287 | 7.    | 0,5        | 3               | 16,7 %                 |

### Československá extraliga družstev žen
Pětkrát hostovala v Československé extralize družstev žen za družstvo Šachklub AD Jičín vždy na 1. šachovnici, přičemž největším úspěchem byla bronzová medaile v roce 2010.
| Sezona | Klub              | Elo  | Deska | Počet bodů | Odehráno partií | Umístění týmu |
| ------ | ----------------- | ---- | ----- | ---------- | --------------- | ------------- |
| 2009   | Šachklub AD Jičín | 2293 | 1.    | 4,5        | 7               | 4.            |
| 2010   | Šachklub AD Jičín | 2362 | 1.    | 6,5        | 7               | 3.            |
| 2011   | Šachklub AD Jičín | 2345 | 1.    | 4,5        | 7               | 5.            |
| 2012   | Šachklub AD Jičín | 2264 | 1.    | 7,0        | 9               | 4.            |
| 2013   | Šachklub AD Jičín | 2272 | 1.    | 3,5        | 6               | 5.            |